# Stąpławki
Stąpławki (deutsch Adlig Stumplack) ist ein kleiner Ort in der polnischen Woiwodschaft Ermland-Masuren und gehört zur Gmina Reszel (Stadt- und Landgemeinde Rößel) im Powiat Kętrzyński (Kreis Rastenburg).

## Geographische Lage
Stąpławki liegt in der nördlichen Mitte der Woiwodschaft Ermland-Masuren, zehn Kilometer südwestlich der Kreisstadt Kętrzyn (deutsch Rastenburg).

## Geschichte
Im Jahre 1785 wurde Stumplack als „ein adlig Bauerndorf mit 12 Feuerstellen“ erwähnt. 1908 war der kleine Gutsort dem Amtsbezirk Rehstall (polnisch Stachowizna) im Kreis Rastenburg im Regierungsbezirk Königsberg in der preußischen Provinz Ostpreußen zugeordnet.
Am 30. September 1928 erfolgte ein Zusammenschluss der Landgemeinde Bäslack (polnisch Bezławki) und den Gutsbezirken Wangotten (polnisch Wanguty), Rehstall (Stachowizna) und Adlig Stumplack zur neuen Landgemeinde Bäslack. Weil Bäslack zum Amtsbezirk Pötschendorf (polnisch Pieckowo) gehörte, wurden Rehstall und Adlig Stumplack am 23. Mai 1929 vom Amtsbezirk Rehstall in den Amtsbezirk Pötschendorf umgegliedert.
Als 1945 in Kriegsfolge das südliche Ostpreußen an Polen überstellt wurde, war auch Adlig Stumplack davon betroffen. Es erhielt die polnische Namensform „Stąpławki“. Heute ist der Ort in die Stadt- und Landgemeinde Reszel (Rößel) im Powiat Kętrzyński (Kreis Rastenburg) eingegliedert, bis 1998 der Woiwodschaft Olsztyn, seither der Woiwodschaft Ermland-Masuren zugehörig.

### Einwohnerzahlen
| Jahr | Anzahl |
| ---- | ------ |
| 1820 | 102    |
| 1885 | 83     |
| 1905 | 115    |
| 1910 | 98     |

## Kirche
Bis 1945 war Adlig Stumplack in die evangelische Kirche Bäslack in der Kirchenprovinz Ostpreußen der Kirche der Altpreußischen Union sowie in die katholische Kirche Heiligelinde (polnisch Święta Lipka) im damaligen Bistum Ermland eingepfarrt. Heute gehört Stąpławki evangelischerseits zur Johanneskirche in Kętrzyn (Rastenburg) in der Diözese Masuren der Evangelisch-Augsburgischen Kirche in Polen, katholischerseits zur Kirche Bezławki (Bäslack), der Filialkirche der Pfarrei Wilkowo (Wilkendorf) im jetzigen Erzbistum Ermland.

## Verkehr
Stąpławki liegt an einer Nebenstraße, die die beiden Woiwodschaftsstraßen DW 594 (bei Święta Lipka (Heiligelinde)) und DW 591 (bei Wilkowo (Wilkendorf)) miteinander verbindet. Auch endet eine Nebenstraße aus nördlicher Richtung von Bertyny (Bertienen) kommend in Stąpławki. Eine Anbindung an den Schienenverkehr gibt es nicht.